# Štadión FC Rohožník
Štadión FC Rohožník – stadion sportowy w Rohožníku, na Słowacji. Obiekt może pomieścić 1500 widzów. Swoje spotkania rozgrywają na nim piłkarze klubu FC Rohožník.